# Vangel Naumovski
Vangel Naumovski, né le 22 mars 1924 à Skrebatno et mort le 13 juin 2006 à Ohrid, est un peintre macédonien.

## Biographie
Naumovski naît le 22 mars 1924 dans la ville macédonienne d'Ohrid, à l'époque localité yougoslave. Bien qu'intéressé par les disciplines artistiques, il abandonne rapidement sa scolarité et s'engage dans des métiers manuels, avant d'accomplir son service militaire. En 1946, il s'inscrit finalement à l'école d'art de Skopje mais en est exclu après un an, ses professeurs ne décelant chez lui aucun talent,.
Par la suite, il retourne à Ohrid, où il travaille pendant treize ans dans un atelier de sculpture sur bois. Durant cette période, il explore la peinture, initialement dans un style folklorique. Il commence à exposer ses oeuvres en Yougoslavie dans les années 1950, puis à Rome, Londres, Paris et Toronto. Les années 1960 marquent une transition dans le style des oeuvres de Naumovski, celui-ci évoluant peu à peu vers le surréalisme.
Il meurt le 13 juin 2006 à Ohrid.

## Filmographie
1982 : Vangel Naumovski, d'Aleksandar Gyurchynov